# Karel Biddeloo
Karel Biddeloo, né le 17 août 1943 à Wuustwezel et mort le 7 juin 2004 à Gooreind (province d'Anvers), est un auteur de bande dessinée belge néerlandophone, connu pour avoir assisté Willy Vandersteen. Il utilise aussi les pseudonymes de Bik ou Joreb.

## Biographie
Karel Biddeloo, naît le 17 août 1943 à Wuustwezel. Il suit une formation artistique à l’Institut des Arts et Métiers décoratifs à Anvers. Il commence sa carrière professionnelle dans une compagnie d'assurances, puis il travaille dans une imprimerie et comme dessinateur publicitaire pour le Grand Bazar, un grand magasin.

### Carrière aux studios Vandersteen
En 1964, il entre au Studio Vandersteen où il travaille jusqu'à son décès. Il travaille sur les séries Karl May, Biggles et Safari. 
C'est en 1969, qu'il devient auteur de la série Le Chevalier rouge. Seuls dix-neuf albums de cette série sont publiés en français par les éditions Erasme de 1984 à 1985. De 1970 à 1974, il crée graphiquement la série Safari, sur des scénarios de Willy Vandersteen qui conte les aventures de Sam Burton, Ellen Moore et Mgono dans l'immense jungle de l'Afrique (Erasme, 21 albums).

### Décès
Karel Biddeloo meurt d'un cancer du poumon et des os le 7 juin 2004 à Gooreind (province d'Anvers), à l'âge de 60 ans. Il était occupé à réaliser son 205e album. 

### Vie privée
Karel Biddeloo épouse Ursula Lundmark en 1987, elle devient sa coloriste.

## Publications en langue française

### Safari
- 1. Mission dangereuse, Erasme, Anvers, juillet 1970
Scénario : Willy Vandersteen - Dessin : Karel Biddeloo - Couleurs : quadrichromie -  (ISBN 9002001916)
- 2. Chasse interdite, Erasme, Anvers, novembre 1970
Scénario : Willy Vandersteen - Dessin : Karel Biddeloo - Couleurs : quadrichromie -  (ISBN 9002001975)
- 3. Étranges alliés, Erasme, Anvers, mars 1971
Scénario : Willy Vandersteen - Dessin : Karel Biddeloo - Couleurs : quadrichromie -  (ISBN 9002002750)
- 4. La Grande Migration, Erasme, Anvers, juin 1971
Scénario : Willy Vandersteen - Dessin : Karel Biddeloo - Couleurs : quadrichromie -  (ISBN 9002003331)
- 5. La Chasse aux buffles, Erasme, Anvers, août 1971
Scénario : Willy Vandersteen - Dessin : Karel Biddeloo - Couleurs : quadrichromie -  (ISBN 900200348X)
- 6. Drames sur les rives du lac Nakuru, Erasme, Anvers, octobre 1971
Scénario : Willy Vandersteen - Dessin : Karel Biddeloo - Couleurs : quadrichromie -  (ISBN 9002003595)
- 7. La Girafe blanche, Erasme, Anvers, janvier 1972
Scénario : Willy Vandersteen - Dessin : Karel Biddeloo - Couleurs : quadrichromie -  (ISBN 900200415X)
- 8. Le Masque, Erasme, Anvers, mars 1972
Scénario : Willy Vandersteen - Dessin : Karel Biddeloo - Couleurs : quadrichromie -  (ISBN 9002004435)
- 9. La Danse du serpent, Erasme, Anvers, mai 1972
Scénario : Willy Vandersteen - Dessin : Karel Biddeloo - Couleurs : quadrichromie -  (ISBN 9002004583)
- 10. Le Convoi suspect, Erasme, Anvers, août 1972
Scénario : Willy Vandersteen - Dessin : Karel Biddeloo - Couleurs : quadrichromie -  (ISBN 9002004656)
- 11. Avec lance et bouclier, Erasme, Anvers, octobre 1972
Scénario : Willy Vandersteen - Dessin : Karel Biddeloo - Couleurs : quadrichromie -  (ISBN 9002004966)
- 12. La Grande Battue, Erasme, Anvers, janvier 1973
Scénario : Willy Vandersteen - Dessin : Karel Biddeloo - Couleurs : quadrichromie -  (ISBN 9002004990)
- 13. Le Village tranquille, Erasme, Anvers, janvier 1973
Scénario : Willy Vandersteen - Dessin : Karel Biddeloo - Couleurs : quadrichromie -  (ISBN 9002005008)
- 14. La Panthère noire, Erasme, Anvers, avril 1973
Scénario : Willy Vandersteen - Dessin : Karel Biddeloo - Couleurs : quadrichromie -  (ISBN 9002005334)
- 15. Mystère autour de l'arche, Erasme, Anvers, juin 1973
Scénario : Willy Vandersteen - Dessin : Karel Biddeloo - Couleurs : quadrichromie -  (ISBN 9002005717)
- 16. Les Grottes de Balani, Erasme, Anvers, septembre 1973
Scénario : Willy Vandersteen - Dessin : Karel Biddeloo - Couleurs : quadrichromie -  (ISBN 9002005865)
- 17. Kichwa le gorille, Erasme, Anvers, novembre 1973
Scénario : Willy Vandersteen - Dessin : Karel Biddeloo - Couleurs : quadrichromie -  (ISBN 9002006055)
- 18. Les Forces mystérieuses, Erasme, Anvers, janvier 1974
Scénario : Willy Vandersteen - Dessin : Karel Biddeloo - Couleurs : quadrichromie -  (ISBN 9002006632)
- 19. La Vipère jaune, Erasme, Anvers, mars 1974
Scénario : Willy Vandersteen - Dessin : Karel Biddeloo - Couleurs : quadrichromie -  (ISBN 9002006780)
- 20. Tangali en détresse, Erasme, Anvers, juin 1974
Scénario : Willy Vandersteen - Dessin : Karel Biddeloo - Couleurs : quadrichromie -  (ISBN 9002006977)
- 21. Tembo Mafuta, Erasme, Anvers, août 1974
Scénario : Willy Vandersteen - Dessin : Karel Biddeloo - Couleurs : quadrichromie -  (ISBN 9002007183).

## Réception

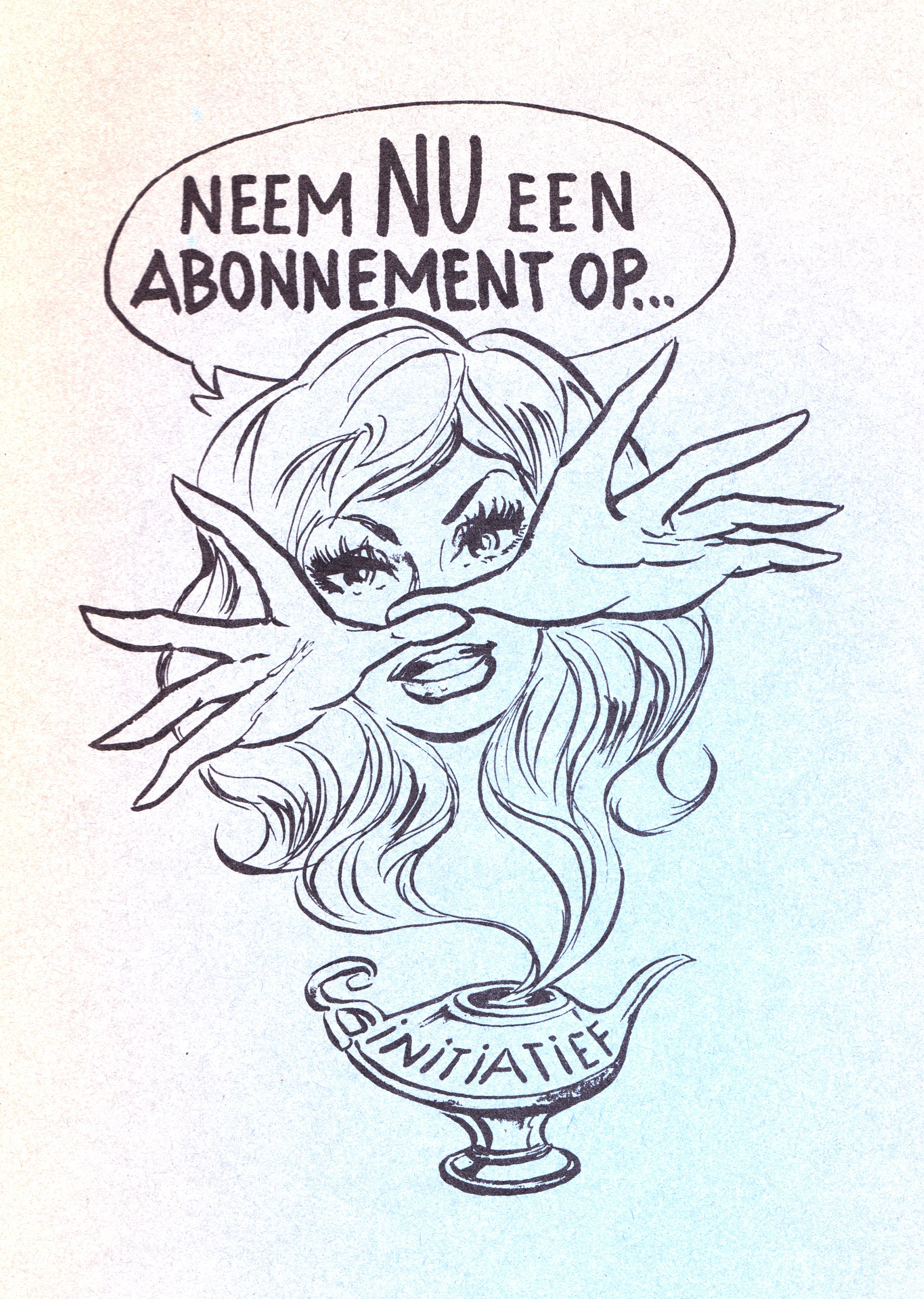
Dessin de Karel Biddeloo

### Prix
- 1979 :  prix Adhémar de bronze pour l'ensemble de son œuvre[1] ;
- 1987 :  prix pour l'ensemble de son œuvre décerné par la Chambre belge des experts en bande dessinée[7].

### Postérité
- Le 27 septembre 2009, une statue de l'artiste Peter Kempenaers représentant le buste de Karel Biddeloo est érigée à Gooreind (Wuustwezel)[8].

#### Études
- Danny De Laet et Yves Varende, Au-delà du septième art : histoire de la bande dessinée belge, Bruxelles, Ministère des affaires étrangères, du commerce extérieur et de la coopération au développement, coll. « Chroniques belges » (no 322), 1979, 302 p., ill. ; 23 cm (OCLC 301693218, lire en ligne).

#### Livres
: document utilisé comme source pour la rédaction de cet article.
- (nl) « Karel Biddeloo », dans Striptekenaars in Vlaanderen, Anvers, Vlaamse Onafhankelijke Stripgilde, 1982, 132 p., ill. (ISBN 90-70481-15-4, OCLC 902354153, présentation en ligne), p. 16-17. .
- Henri Filippini, « Biddeloo, Karel », dans Dictionnaire de la bande dessinée, Paris, Bordas, 2005, 912 p., ill. ; 27 cm (ISBN 9782047299708 et 2047299705, OCLC 1009545288, présentation en ligne), p. 706. .
- (nl) Jan Hoet et Dany Vandenbossche, « Karel Biddeloo », dans De wereld van de strips in originelen [« Le Monde de la bande dessinée en originaux »], Bruxelles, Vlaams Parlement, 2013, 68 p., PDF (OCLC 901366732, lire en ligne), p. 34.
- Philippe Mellot, Michel Denni, Laurent Turpin et Isabelle Morzadec, Trésors de la bande dessinée : BDM 2023-2024 - Catalogue encyclopédique et Argus, Paris, Les Arènes, novembre 2022, 23e éd., 1677 p., ill. ; 23 cm (ISBN 9791037507280, OCLC 1351462460, présentation en ligne), p. 282. .